# Kalmuckiens flagga

Kalmuckiens flagga

Kalmuckiens flagga mellan 30 oktober 1992 och 30 juli 1993

Kalmuckiens flagga antogs den 30 juli 1993. Kalmuckiens första flagga antogs den 30 oktober 1992.